# Anastasija Fesikova
Anastasija Valer'evna Zueva, coniugata Fesikova (in russo Анастасия Валерьевна Зуева-Фесикова?; Voskresensk, 8 maggio 1990), è un'ex nuotatrice russa.
Ha partecipato ai Giochi olimpici di Pechino 2008, classificandosi 5º nei 100 m dorso.

## Palmarès
- Giochi olimpici

Londra 2012: argento nei 200m dorso.
- Mondiali

Roma 2009: argento nei 100m dorso e nei 200m dorso.
Shanghai 2011: oro nei 50m dorso e argento nei 100m dorso.
Budapest 2017: argento nella 4x100m misti.
- Europei

Eindhoven 2008: oro nei 50m dorso e nei 100m dorso e argento nei 200m dorso e nella 4x100m misti.
Glasgow 2018: oro nei 100m dorso e nella 4x100m misti, argento nei 50m dorso.
Budapest 2020: argento nella 4x100m misti.
- Europei in vasca corta

Stettino 2011: oro nei 50m dorso, argento nei 100m dorso e nella 4x50m misti.
- Universiadi

Kazan 2013: oro nei 50m dorso, nei 100m dorso e nella 4x100m misti.
- Mondiali giovanili

Rio de Janeiro 2006: oro nei 200m dorso e nella 4x100m misti e argento nei 100m dorso.
- Europei giovanili

Palma di Maiorca 2006: oro nei 100m dorso e nella 4x100m misti, argento nei 50m dorso e nei 200m dorso.